# Дунаев, Иван Иванович
 Ива́н Ива́нович Дуна́ев (1788—1843) — профессор технологии Казанского университета.

## Биография
Родился в 1788 году. Происходил из духовного звания и с 1798 года учился в Ярославской духовной семинарии. Затем, с 26 сентября 1806 года учился в Санкт-Петербургском главном педагогическом институте, из которого 27 февраля 1811 года был назначен в Казанский университет магистром по части химии и технологии.
С 26 марта 1814 года был утверждён адъюнктом химии Казанского университета. В 1815—1816 годах вёл в университете также приготовительный латинский класс, а 1816—1820 годах был редактором «Казанских известий».
Был избран экстраординарным профессором 12 января 1817 года, но не утверждён в этом звании за неимением вакансии: утверждение его в этом звании последовало лишь 24 августа 1821 года. Из-за отсутствия соответствующего профессора, временно преподавал в 1820—1822 годах фармацию.
В 1823 году, 21 июля был избран и 25 августа утверждён ординарным профессором технологии.
В 1824—1827 годах он преподавал также общую химию на врачебном отделении.
Химия в университете преподавалась крайне слабо и в 1833 и 1834 годах назначался конкурс на свободную кафедру химии, но безрезультатно: представляемые для соискания её сочинения оставались не одобренными. Вероятно, это обстоятельство и послужило причиной того, что 12 августа 1835 года преподавание чистой химии было поручено, в помощь Дунаеву, Н. Н. Зинину.
По новому университетскому уставу 1835 года кафедра технологии была упразднена и 1 августа 1837 года Дунаев был уволен.
Скончался в Казани в 1843 году.